# Hyomys goliath
Espèce
Statut de conservation UICN

 LC  : Préoccupation mineure
Hyomys goliath est une espèce de rongeurs endémique de Nouvelle-Guinée.

## Répartition et habitat
Cette espèce est endémique à la Papouasie-Nouvelle-Guinée, elle est présente uniquement dans l'ouest de la Nouvelle-Guinée. On la trouve entre 1 400 et 2 800 m d'altitude. Elle vit dans la forêt tropicale humide, à la lisière de la forêt et dans les vieux jardins.